# Ошибка конъюнкции
Ошибка конъюнкции (проблема Линды) –  когнитивное искажение, связанное с приданием большей правдоподобности совместным событиям, чем событиям в отдельности.

## Проблема Линды
Проблема сформулирована в работе Амоса Тверски и Даниеля Канемана.
Линде 31 год, она не замужем, за словом в карман не лезет и очень сообразительная. Она училась на факультете философии. Студенткой много размышляла о дискриминации и социальной несправедливости, участвовала в демонстрациях против распространения ядерного оружия.
Вопрос: что более вероятно?
1. Линда – кассир в банке.
2. Линда – кассир в банке и активная феминистка.

Большинство выбирает ответ 2, несмотря на то, что вероятность выше у варианта 1. Данный факт обусловлен тем, что вероятность совместных событий всегда не больше вероятностей событий в отдельности.